# Кокдала-киши
Кокдала-киши (каз. Көкдала-кіші) — село в Сарысуском районе Жамбылской области Казахстана. Входит в состав Досболского сельского округа. Код КАТО — 316047300.

## Население
В 1999 году население села составляло 60 человек (36 мужчин и 24 женщины). По данным переписи 2009 года, в селе проживал 71 человек (39 мужчин и 32 женщины).